# Seznam jezer v Tatrách na Slovensku
Jezera v Tatrách na Slovensku se nazývají plesa. Na slovenské straně je můžeme rozdělit na tři skupiny, podle toho ve kterých Tatrách se nacházejí.
- ve Vysokých Tatrách - Seznam jezer ve Vysokých Tatrách
- v Západních Tatrách - Seznam jezer v Západních Tatrách
- v Nízkých Tatrách jsou jen dvě pojmenovaná (Vrbické pleso a Lukové pliesko)

## Podle velikosti
| Jezero                        | Rozloha ha | Nadmořská výška m | Hloubka m | Objem m³  | Dolina      |
| ----------------------------- | ---------- | ----------------- | --------- | --------- | ----------- |
| Veľké Hincovo pleso           | 20,08      | 1946              | 53,0      | 4 091 712 | Mengusovská |
| Štrbské pleso                 | 19,76      | 1346              | 20,0      | 1 299 400 | Mlynická    |
| Nižné Temnosmrečianské pleso  | 12,01      | 1677              | 38,0      | 1 501 500 | Kôprová     |
| Vyšné Bielovodské Žabie pleso | 9,56       | 1699              | 24,3      | ...       | Bielovodská |
| Popradské pleso               | 6,88       | 1494              | 17,0      | ...       | Mengusovská |
| Vyšné Temnosmrečianské pleso  | 5,55       | 1725              | 19,0      | 414 712   | Kôprová     |
| Nižné Terianské pleso         | 5,47       | 1940              | 47,2      | 871 668   | Kôprová     |
| Vyšné Wahlenbergovo pleso     | 5,18       | 2154              | 20,0      | 392 078   | Furkotská   |
| Zelené Krivánske pleso        | 5,16       | 2013              | 23,1      | ...       | Važecká     |
| Nižné Bielovodské Žabie pleso | 4,65       | 1675              | 20,2      | ...       | Bielovodská |